# The Highwaymen
The Highwaymen — супергурт у складі чотирьох популярних кантрі-музикантів: Джонні Кеша, Вейлон Дженнінгса, Віллі Нельсона і Кріс Крістофферсон. Гурт існував з 1985 по 1995 рік і випустив три альбоми: два на Columbia Records і один на Liberty Records.

## Учасники
Джонні Кеш, Вейлон Дженнінгс, Віллі Нельсон, Кріс Крістофферсон

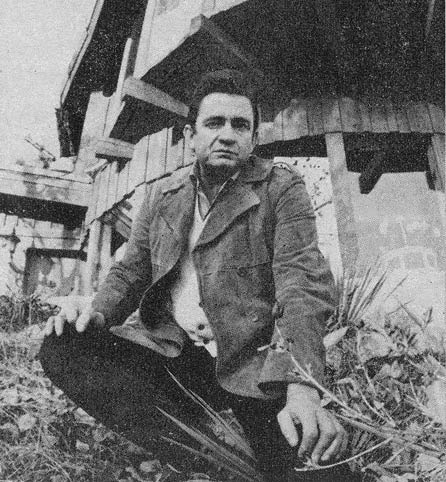
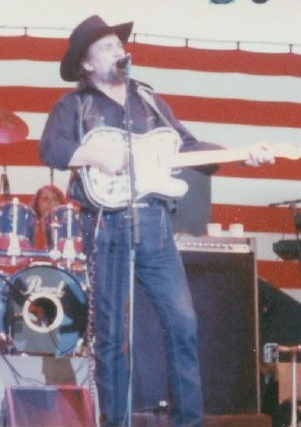
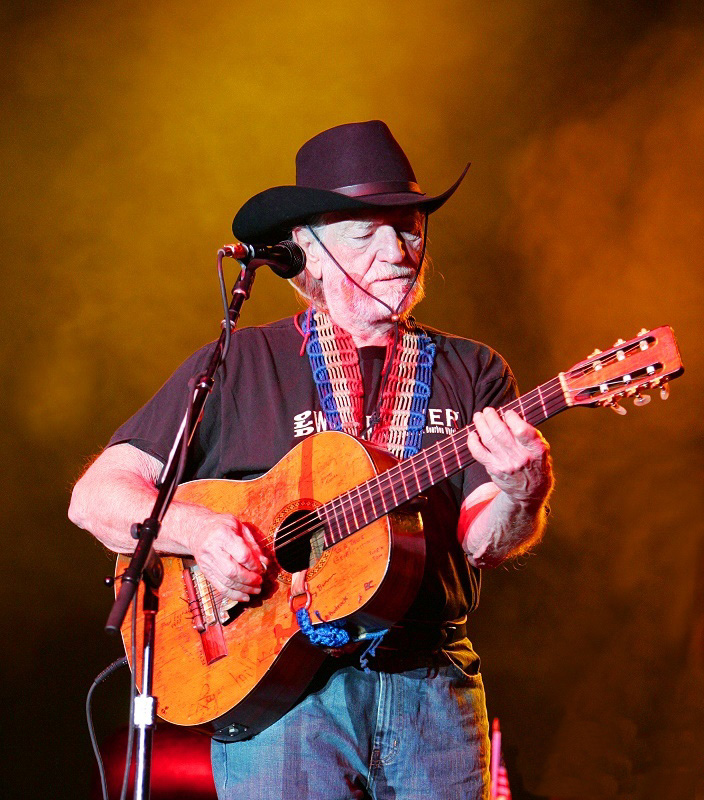
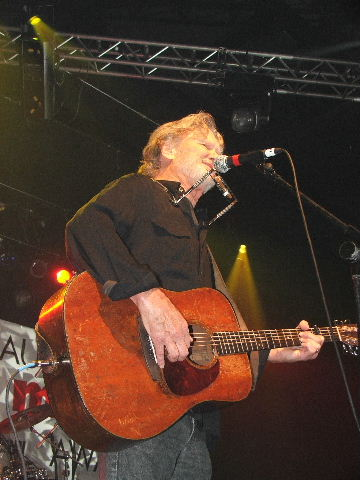

## Highwayman
Гурт, сформований в 1985 році, ще не мав офіційної назви, коли вийшов перший альбом «Highwayman» (укр. — Розбійник). Замість назви гурту на обкладинці альбому були перераховані артисти — «Дженнінгс, Нельсон, Кеш, Крістофферсон». Головна пісня альбому — «Highwayman» з текстом Джиммі Вебб — стала кантрі-хітом номер 1. В альбомі було 10 пісень, дві з яких написав Кеш. Продюсував альбом Чіпс Мома, що працював раніше з Елвісом Преслі.

## Highwayman 2
Співробітництво виявилося плідним, і рік потому Кеш і Дженнінгс удвох записали альбом з 10 пісень, названий «Heroes». У повному складі група повертається в 1990 році з другим альбомом «Highwayman 2», який був номінований на «Ґреммі» у номінації «Найкраще спільне вокальне кантрі-виконання». Продюсером, як і колись, став МОМА. З десяти пісень альбому членами групи було написано шість.

## The Road Goes on Forever
Останнім релізом групи став альбом 1995 року «The Road Goes on Forever» (укр. — Дорога йде вічно), який продюсував Дон Вос. З 11 пісень три були написані учасниками групи. Після виходу альбому артисти продовжили свої сольні кар'єри. 2005 року альбом був перевиданий з додаванням шести нових пісень, а на DVD вийшли: відеокліп на пісню «It Is What It Is» і документальний фільм під назвою «Live Forever — In the Studio with the Highwaymen».

## Дискографія

### Студійні альбоми
- «Highwayman» (травень 1985, став «платиновим» у США)
- «Highwayman 2» (лютий 1990)
- «The Road Goes on Forever» (квітень 1995)

### Альбоми— компіляції
- «The Highwaymen Ride Again» (1995)
- «Super Hits» (1995)
- «Country Legends» (2005)

### Сингли
- «Highwayman» (1985)
- «Desperados Waiting for a Train» (1985)
- «Silver Stallion» (1990)

## Відео
- «Highwayman» (режисер — Пітер Ізраельсон)
- «Silver Stallion» (режисер — Джон Смолл)
- «It Is What It Is» (режисер — Дон Вос)